# Gümüşhane (tỉnh)
Tỉnh Gümüşhane là một tỉnh ở phía bắc Thổ Nhĩ Kỳ, giáp Bayburt về phía đông, Trabzon về phía bắc, Giresun và Erzincan về phía tây. Diện tích tỉnh này là 6.575 km² và dân số là 191.474 người năm 2006. Dân số năm 2000 là 186.953 người. Tên gọi Gümüşhane có nghĩa là ngôi nhà bằng bạc. Tỉnh này có lịch sử khai khoáng bạc và đồng phong phú. Tên theo tiếng Hy Lạp cổ của thành phố là Θήρα (Thera) có nghĩa là cổng hay ô cửa.

## Các huyện
Tỉnh này được chia thành các huyện sau (tỉnh lỵ được viết đậm):
- Gümüşhane
- Kelkit
- Köse
- Kürtün
- Şiran
- Torul